# Giorgi Margvelašvili
Giorgi Margvelašvili (gruzínsky გიორგი მარგველაშვილი, * 4. září 1969 Tbilisi
) je gruzínský politik a akademik, od listopadu 2013 do prosince 2018 prezident Gruzie.
Ve vládě Bidziny Ivanišviliho (2012–2013) byl vicepremiérem a ministrem školství. V říjnu 2013 zvítězil v prezidentských volbách a 17. listopadu 2013 nahradil ve funkci předchozí hlavu státu Michaila Saakašviliho.